# Aeroportul Miangas
Aeroportul Miangas (IATA: MKF, ICAO: WAMS) este un aeroport din Kepulauan Talaud⁠(d), Sulawesi Utara⁠(d), Indonezia ce deservește zona Pulau Miangas⁠(d).
aeroportul dispune de o singură pistă.